# Rue Massaux
Pour les articles homonymes, voir Massaux.
La rue Massaux (en néerlandais : Massauxstraat) est une rue bruxelloise de la commune de Schaerbeek qui va de la rue Philomène à la rue Geefs.

## Histoire et description
La rue porte le nom d'un ancien bourgmestre (1807-1808) schaerbeekois, Jean Massaux, né à Bruxelles le 12 juillet 1773 et décédé à Saint-Josse-ten-Noode le 10 février 1830.

D'autres voies ont reçu le nom d'un ancien bourgmestre schaerbeekois :
- place Colignon
- avenue et place Dailly
- avenue Docteur Dejase
- avenue Raymond Foucart
- rue Geefs
- place Général Meiser
- rue Goossens
- rue Herman
- avenue Huart Hamoir
- rue Guillaume Kennis
- rue Ernest Laude
- boulevard Auguste Reyers
- rue Van Hove

La numérotation des habitations va de 1 à 41 pour le côté impair et de 2 à 44 pour le côté pair.

## Adresses notables
- no 15 : Maison passive[1]